# Премия «Грэмми» за лучшее сольное вокальное рок-исполнение
«Грэмми» в номинации «Лучшее сольное вокальное рок-исполнение» присуждалась в период между 1988 и 2011 годами. Ежегодно Национальная академия искусства и науки звукозаписи США выбирала несколько претендентов за «художественные достижения, техническое мастерство и значительный вклад в развитие звукозаписи без учёта продаж альбома (сингла) и его позиции в чартах».
Первоначально номинация называлась «Лучшее вокальное рок-исполнение, сольное» (англ. Grammy Award for Best Rock Vocal Performance, Solo) и была задумана как единая номинация для 2-х категорий: «Лучшее мужское рок-исполнение» и «Лучшее женское рок-исполнение». Слияние этих номинаций неоднократно подвергалось критике, особенно ругали частое отсутствие женщин в числе претенденток. В ответ на критику Национальная Академия указывала на отсутствие достойных записей в женской рок-категории, это и послужило причиной для слияния.
Первым лауреатом стал Брюс Спрингстин с альбомом Tunnel of Love в 1988 году, также награда вручалась в 1992 и 1994 годах. В период с 2005 по 2011 годы номинация существовала на постоянной основе, однако после тотальной реструктуризации категорий «Грэмми» она была упразднена — её объединили с ещё двумя категориями: «Лучшее вокальное рок-исполнение дуэтом или группой» и «Лучшее инструментальное рок-исполнение» и превратили в единую номинацию — «Лучшее рок-исполнение».
Брюсу Спрингстину принадлежит абсолютный рекорд по количеству побед в этой категории — пять раз (также он получил три награды за «Лучшее мужское рок-исполнение»). Ни один другой музыкант не получал награду более одного раза. Музыканты из США выигрывали в этой категории больше, чем представители любого другого государства — девять раз, единожды победил уроженец Великобритании. Нил Янг является лидером по количеству номинаций без побед — четыре раза.
Номинантами были произведения, изданные в предыдущий календарный год, относительно текущей церемонии «Грэмми».

## Список лауреатов
| \| Год[I] \| Победитель \| Страна \| Музыкальное произведение \| Номинанты[III] \| Ссылка \| \| ------------- \| --------------- \| -------------- \| ------------------------------------------------ \| -------------------------------------- \| ----------- \| \| 1988 \| Брюс Спрингстин \| США \| Tunnel of Love \| - Тина Тёрнер — «Better Be Good to Me» \| [6] \| \| 1989-1991[II] \| н/д \| н/д \| н/д \| н/д \| [7] [8] [9] \| \| 1992 \| Бонни Рэйтт \| США \| Luck of the Draw \| - Боб Сигер — The Fire Inside[англ.] \| [10] \| \| 1993[II] \| н/д \| н/д \| н/д \| н/д \| [11] \| \| 1994 \| Мит Лоуф \| США \| «I'd Do Anything for Love (But I Won't Do That)» \| - Стинг — «Demolition Man[англ.]» \| [12] \| \| 1995-2004[II] \| н/д \| н/д \| н/д \| н/д \| н/д \| \| 2005 \| Брюс Спрингстин \| США \| «Code of Silence» \| - Том Уэйтс — «Metropolitan Glide» \| [13] \| \| 2006 \| Брюс Спрингстин \| США \| «Devils & Dust[англ.]» \| - Нил Янг — «The Painter» \| [14] \| \| 2007 \| Боб Дилан \| США \| «Someday Baby[англ.]» \| - Нил Янг — «Lookin' for a Leader» \| [15] \| \| 2008 \| Брюс Спрингстин \| США \| «Radio Nowhere[англ.]» \| - Люсинда Уильямс — «Come On» \| [16] \| \| 2009 \| Джон Мейер \| США \| «Gravity» \| - Нил Янг — «No Hidden Path» \| [17] \| \| 2010 \| Брюс Спрингстин \| США \| «Working on a Dream[англ.]» \| - Нил Янг — «Fork in the Road» \| [18] \| \| 2011 \| Пол Маккартни \| Великобритания \| «Helter Skelter» \| - Нил Янг — «Angry World[англ.]» \| [19] \| |                 |                |                                                  |                                        |                   |
| Год[I] | Победитель      | Страна         | Музыкальное произведение                         | Номинанты[III]                         | Ссылка            |
| 1988 | Брюс Спрингстин | США            | Tunnel of Love                                   | - Тина Тёрнер — «Better Be Good to Me» | [ 6 ]             |
| 1989-1991[II] | н/д             | н/д            | н/д                                              | н/д                                    | [ 7 ] [ 8 ] [ 9 ] |
| 1992 | Бонни Рэйтт     | США            | Luck of the Draw                                 | - Боб Сигер — The Fire Inside          | [ 10 ]            |
| 1993[II] | н/д             | н/д            | н/д                                              | н/д                                    | [ 11 ]            |
| 1994 | Мит Лоуф        | США            | «I'd Do Anything for Love (But I Won't Do That)» | - Стинг — «Demolition Man»             | [ 12 ]            |
| 1995-2004[II] | н/д             | н/д            | н/д                                              | н/д                                    | н/д               |
| 2005 | Брюс Спрингстин | США            | «Code of Silence»                                | - Том Уэйтс — «Metropolitan Glide»     | [ 13 ]            |
| 2006 | Брюс Спрингстин | США            | «Devils & Dust»                                  | - Нил Янг — «The Painter»              | [ 14 ]            |
| 2007 | Боб Дилан       | США            | «Someday Baby»                                   | - Нил Янг — «Lookin' for a Leader»     | [ 15 ]            |
| 2008 | Брюс Спрингстин | США            | «Radio Nowhere»                                  | - Люсинда Уильямс — «Come On»          | [ 16 ]            |
| 2009 | Джон Мейер      | США            | «Gravity»                                        | - Нил Янг — «No Hidden Path»           | [ 17 ]            |
| 2010 | Брюс Спрингстин | США            | «Working on a Dream»                             | - Нил Янг — «Fork in the Road»         | [ 18 ]            |
| 2011 | Пол Маккартни   | Великобритания | «Helter Skelter»                                 | - Нил Янг — «Angry World»              | [ 19 ]            |

- ↑  Ссылка на церемонию «Грэмми», прошедшую в этом году.
- ↑  Номинация была разделена на отдельные категории: Лучшее мужское вокальное рок-исполнение и Лучшее женское вокальное рок-исполнение.
- ↑  Кавычками обозначены — песни (синглы), курсивом — альбомы.